# 루차오구

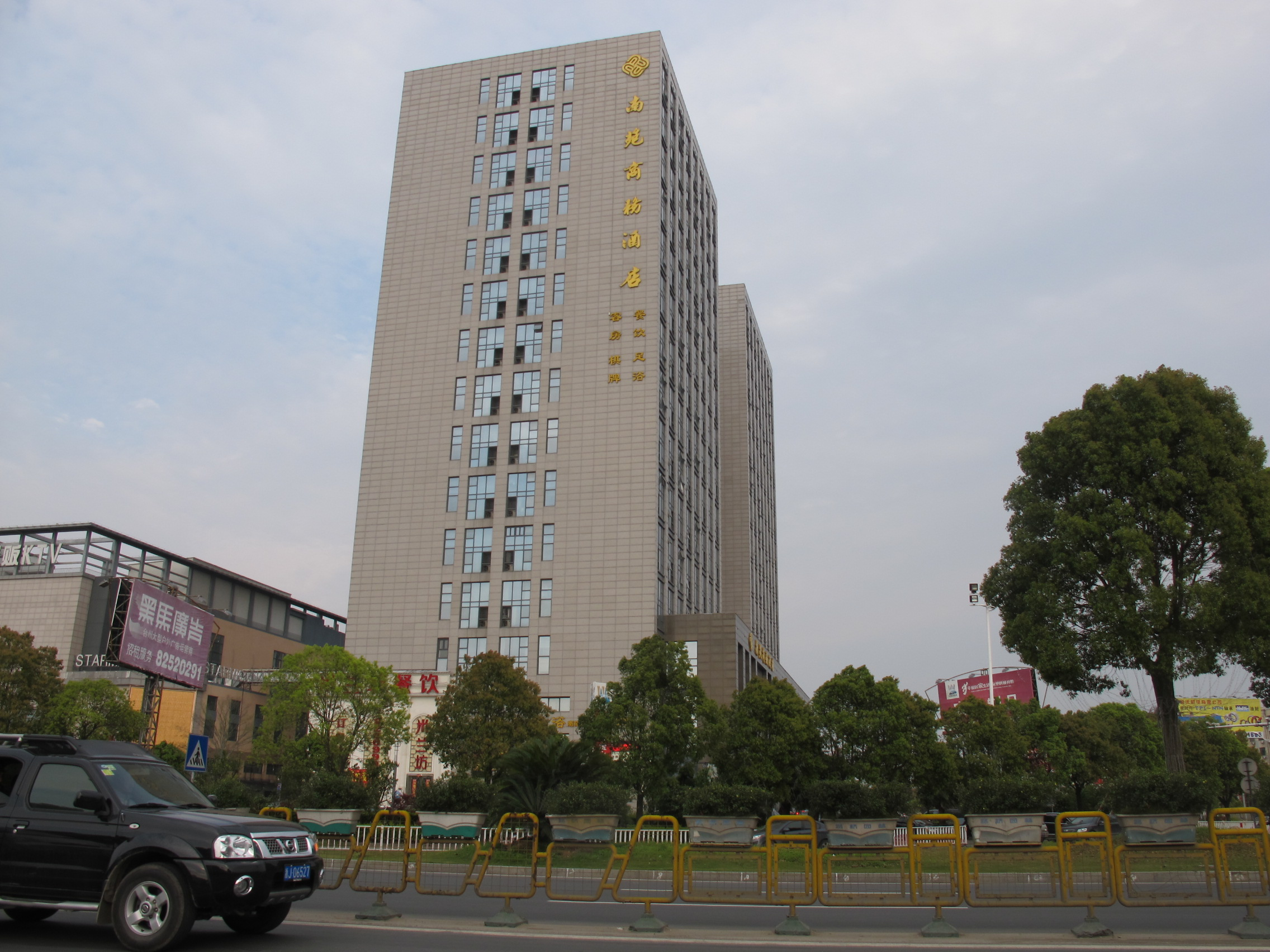

루차오구(한국어: 노교구, 중국어: 路桥区, 병음: Lùqiáo Qū)는 중화인민공화국 저장성 타이저우시의 현급 행정구역이다. 넓이는 274km2이고, 인구는 2007년 기준으로 430,000명이다. 1994년 황옌시가 나뉠 때 세워졌다.

## 행정 구역
6개 가도, 4개 진을 관할한다.
- 가도: 路南街道, 路桥街道, 路北街道, 螺洋街道, 峰江街道, 桐屿街道.
- 진: 新桥镇, 横街镇, 金清镇, 蓬街镇.